# Jacques Ibert
Jacques François Antoine Ibert (Parijs, 15 augustus 1890 – aldaar, 5 februari 1962) was een Frans componist en dirigent.

## Levensloop
Zijn eerste muziekles kreeg hij van zijn moeder. Vanaf 1910 studeerde hij in Parijs aan het Conservatoire national supérieur de musique bij André Gédalge, Paul Vidal en Gabriel Fauré. Zijn studies werden onderbroken door de Eerste Wereldoorlog, waar hij als marineofficier gedurende 1917 en 1918 in Duinkerke gelegerd was. In 1919 won hij met zijn cantate Le poète et la fée de prestigieuze Prix de Rome. Verbonden daaraan was een driejarig verblijf in de Villa Medici in Rome. Daar ontstonden de symfonische fresco's Escales. Deze compositie verbeeldt muzikale reisherinneringen aan de exotische bekoring van verschillende havens aan de Middellandse Zee; verder een symfonisch gedicht naar Oscar Wilde La ballade de la geôle de Reading en de orkestfantasie Persée et Andromède.
Na zijn terugkeer in Parijs vond hij inspiratie voor het neoclassicisme. Vanuit de toneelmuziek die nu ontstond, koos hij een reeks orkeststukken met het doel van concertante uitvoeringen, zoals Divertissement een zesdelige reeks naar de toneelmuziek bij Un chapeau de paille d'Italie van Eugène Labiche en de symfonische suite Paris, die op humoristische manier indrukken van de Metro naar het Bois de Boulogne weerspiegelt en soms aan George Gershwin herinnert (An American in Paris).
In 1937 werd hij directeur van de Académie de France in de Villa Medici in Rome, waar hij met uitzondering van de jaren in de Tweede Wereldoorlog tot 1960 verbleef. Verder leidde hij in 1955-1956 de Parijse opera en de Opéra Comique.
Tot zijn leerlingen behoort de Belgische componist Jean Louël.
Als vrije componist in dubbele zin nam hij lange tijd geen baan aan en rekende hij zich nooit tot een bepaalde groep of stijlrichting.

## Trivia
- Jacques Ibert's "Pièce pour flute seule" (1936) werd gebruikt als het fluitwijsje van de Rattenvanger van Hamelen op de "Efteling sprookjes deel 5"-plaat, -cassette en CD.

- De Parade uit zijn "Divertissement" is gebaseerd op het lied "De schutterij", ook wel bekend als "Daar komen de schutters", uit 1904 van de Nederlandse dichter-zanger J.H. Speenhoff.[1]

## Composities

### Werken voor orkest
- 1920 La ballade de la geôle de Reading
  1. Il n'avait plus sa tunique écarlate
  2. Cette nuit là, les corridors vides furent pleins de formes effrayantes
  3. Le vent frais du matin commença à gémir
- 1920-1922 Escales
  1. Rome-Palérmo: Calme
  2. Tunis-Nefta: Modéré très rythmé
  3. Valencia: Animé
- 1921 Suite "Persée et Andromède"
- 1924 Suite "Le jardinier de Samos"
  1. Ouverture
  2. Air de Danse
  3. Prélude du 2ème Acte
  4. Prélude du 4ème Acte
  5. Prélude du 5ème Acte
- 1925 Concert, voor cello en orkest
  1. Pastorale
  2. Romance
  3. Gigue
- 1925 Féerique - Chant de Folie Scherzo Symphonique
- 1930 Divertissement naar de muziek voor het theaterstuk Un chapeau de paille d'Italie van Eugène Labiche
  1. Introduction: Allegro vivo
  2. Cortège: Moderato molto
  3. Nocturne: Lento
  4. Valse: Animato assai
  5. Parade: Tempo di marcia
  6. Finale: Quasi cadenza
- 1931 Symphonie marine
- 1932 Paris - d’après "Donogoo" de Jules Romain suite symphonique
  1. Le Métro
  2. Faubourgs
  3. La Mosquée de Paris
  4. Restaurant au Bois de Boulogne
  5. Le Paquebot "Ile de France"
  6. Parade Foraine
- 1933-1934 Suite no.1 avec "Diane de Poitiers"
  1. Introduction
  2. Entree des Pages
  3. Diane
  4. Danse des Boyards
  5. Le Marchand d'Orvietans
  6. Danse de l'Arc
  7. Finale
- 1933-1934 Suite no.2 avec "Diane de Poitiers"
  1. Introduction et Allegro
  2. Intermezzo et Adage
  3. Marche et Finale
- 1934 Concert, voor fluit en orkest
  1. Allegro
  2. Andante
  3. Allegro scherzando
- 1935 Concertino da camera, voor altsaxofoon en 11 instrumenten
  1. Allegro Con Moto
  2. Larghetto - Animato Molto
- 1935 Suite avec "Golgotha"
  1. La fete de Paques
  2. Les vendeurs au Temple
  3. Le Calvaire
  4. La crucifixion
  5. L'agonie - La mise au tombeau
- 1942 Suite élisabéthaine - d’après "Le songe d’une nuit d’été" de William Shakespeare
  1. Prélude
  2. Chasse
  3. Entrée
  4. Chanson des Fées
  5. Dancerie
  6. Cortège
  7. Scherzo
  8. Nocturne
  9. Finale
- 1940 Ouverture de fête
- 1948 Suite avec "Macbeth"
  1. Ouverture
  2. Murder of King Duncan
  3. Macbeth after the Murder
  4. The Ghost of Banquo
  5. Death of Lady Macbeth
  6. Triumph of Macduff's Armies
- 1948-1949 Symphonie concertante voor hobo en strijkorkest
  1. Allegro con moto
  2. Adagio, ma non troppo
  3. Allegro brilliante
- 1949 Etude-Caprice pour un Tombeau de Chopin voor orkest
- 1953 Louisville Concert
- 1955 Bostoniana
- 1955 Hommage à Mozart
- 1956 Bacchanale
- Concerto voor piano en orkest
- Suite uit "Donogoo" naar Jules Romains
- Trois pièces de Ballet "Les Rencontres"
  1. Les Bouquetières
  2. Les Créoles
  3. Les Bavardes

### Werken voor harmonieorkest
- 1925 Concertino voor cello, blazers, percussie en piano
  1. Pastorale - Allant
  2. Romance - Souple
  3. Gigue - Animé
- 1936 Ouverture pour "Quatorze juillet", voor harmonieorkest (zie: Toneelmuziek)

### Cantates en geestelijke muziek
- 1919 Le poète et la fée

### Muziektheater

#### Opera's
| Voltooid in | titel                                             | aktes       | première                                | libretto                                                               |
| ----------- | ------------------------------------------------- | ----------- | --------------------------------------- | ---------------------------------------------------------------------- |
| 1921        | Persée et Andromède ou "Le Plus heureux de trois" | 2 bedrijven | 15 mei 1929, Parijs                     | Nino (Michel Veber) naar de "Moralités Légendaires" van Jules Laforgue |
| 1927        | Angélique                                         | 1 akte      | 28 januari 1927, Parijs, Théâtre Bériza | Nino (Michel Veber)                                                    |
| 1927-1928   | Le Roi d'Yvetot                                   | 4 aktes     | 6 januari 1930, Parijs, Opéra-Comique   | Jean Limozin naar André de La Tourrasse                                |
| 1930        | Gonzague                                          | 1 akte      | 17 december 1931, Monte Carlo, Opéra    | R. Kerdick naar P. Veber                                               |
| 1936-1937   | L'Aiglon; in samenwerking met Arthur Honegger     | 5 aktes     | 10 maart 1937, Monte Carlo, Opéra       | Henry Cain naar Edmond Rostand                                         |
| 1943        | Barbe-Bleu                                        | Radio-opera | 10 oktober 1943, Parijs                 | William Aguet                                                          |

#### Operette
| Voltooid in | titel                                                    | aktes                 | première                                                | libretto                                        |
| ----------- | -------------------------------------------------------- | --------------------- | ------------------------------------------------------- | ----------------------------------------------- |
| 1938        | Les Petits Cardinal; in samenwerking met Arthur Honegger | 2 aktes, 10 taferelen | 13 februari 1938, Parijs, Théâtre des Bouffes-Parisiens | Albert Willemetz/Paul Brach naar Ludovic Halévy |

#### Balletten
| Voltooid in | titel | aktes       | première                                    | libretto | choreografie                   |
| ----------- | --- | ----------- | ------------------------------------------- | --- | ------------------------------ |
| 1927        | L'Éventail de Jeanne; in samenwerking met Georges Auric (Rondeau), Marcel Delannoy (bourrée), Pierre-Octave Ferroud (Marche), Darius Milhaud (Polka), Francis Poulenc (Pastourelle), Maurice Ravel (Fanfare), Roland Alexis Manuel Levy (Canarie), Albert Roussel (Sarabande) en Florent Schmitt (Finale: Kermesse-Valse) ==> Ibert schreef het deel Valse |             | 16 juni 1927, Parijs, Jeanne Dubost’s salon | | Alice Bourgat en Yvonne Franck |
| 1933-1934   | Diane de Poitiers | 3 taferelen | 30 april 1934, Parijs, Opéra Garnier        | Élisabeth de Gramont naar de biografie van Hendrik II van Frankrijk (1519-1559) en Diane de Poitiers (1499-1566) |                                |
| 1934        | Le Chevalier errant | 4 scènes    | 26 april 1950, Parijs                       | Élisabeth de Gramont, naar Miguel de Cervantes Saavedra, Albert Arnoux                                           |                                |
| 1945        | Les amours de Jupiter | 5 scènes    | 9 maart 1946, Parijs                        | B. Kochno |                                |
| 1949-1950   | La Licorne ("Het Eenhoorn"), ou Le Triomphe de la Chasteté |             | 12 december 1954, Chicago                   | R. Page |                                |
| 1950        | Le triomphe de la pureté |             |                                             | |                                |

#### Toneelmuziek
- 1924 Le jardinier de Samos musique de scène - tekst: C. Vildrac
- 1928 On ne saurait pas penser à tout, - tekst: G. d'Houville
- 1929 Un chapeau de paille d'Italie - tekst: E. Labiche
- 1929 La Castiglione - tekst: R. Gignoux
- 1930 Le stratagème des Roués - tekst: M.C. Weyer, naar G. Farquhar
- 1930Donogoo - tekst: Jules Romains
- 1935 Le médecin de son honneur, drama in 3 aktes - tekst: Albert Arnoux, naar Calderón
- 1936 Ouverture pour "Quatorze juillet", voor harmonieorkest - tekst: Romain Rolland (in samenwerking met: Georges Auric (Palais Royal), Arthur Honegger (Marche sur le Bastille), Charles Koechlin (Liberté), Daniel Lazarus (Fête de la Liberté), Darius Milhaud (Introduction et Marche funèbre) en Albert Roussel (Prélude))
- 1942 Le songe d'une nuit d'été - tekst: William Shakespeare
- 1946 Le cavalier de fer - tekst: Albert Arnoux

### Kamermuziek
- 1916-1917 Six pièces voor harp solo
  1. Matin sur l'eau
  2. Scherzetto
  3. En Barque, le soir
  4. Ballade
  5. Reflets dans l'eau
  6. Fantaisie
- 1921 Deux mouvements voor blazerskwartet
  1. Allant
  2. Assez vif et rhythmé
- 1923 Jeux Sonatine voor fluit en piano
  1. Animé
  2. Tendre
- 1924 Le Jardinier de Samos voor fluit, klarinet, trompet, viool, cello en slagwerk
  1. Ouverture
  2. Air De Danse
  3. Prélude du 2ème Acte
  4. Prélude du 4ème Acte
  5. Prélude du 5ème Acte
- 1927 Arie (Vocalise) voor fluit, viool en piano
- 1930 Trois pièces brèves voor blazerskwintet
  1. Allegro
  2. Andante
  3. Assez lent - Allegro scherzando
- 1935 Cinq pièces en trio voor hobo, klarinet en fagot
  1. Allegro vivo
  2. Andantino
  3. Allegro assai
  4. Andante
  5. Allegro quasi marziale
- 1935 Entr'acte voor fluit en gitaar
- 1935 Concertino da camera voor altsaxofoon en kamerorkest
- 1935-1936 Chevalier errant (selectie) uit L'age d'Or voor altsaxofoon en piano
- 1936 Pièce voor fluit solo
- 1937-1942 Strijkkwartet
  1. Allegro risoluto
  2. Andante assai
  3. Presto
  4. Allegro marcato
- 1939 Capriccio voor 10 instrumenten
- 1944 Trio voor viool, cello en harp
  1. Allegro tranquillo
  2. Andante sostenuto
  3. Scherzando con moto
- 1946 Deux Interludes voor fluit, viool en klavecimbel of harp
  1. Andante espressivo
  2. Allegro vivo
- 1949 Etude-Caprice pour un Tombeau de Chopin voor cello solo
- 1950 Ghirlarzana voor cello solo
- 1950 Caprilena voor viool solo
- 1950 Impromptu voor trompet en piano
- 1953 Carignane voor fagot en piano
- Arabesque voor fagot en piano
- Stèles Orientées Nr. 1-2

### Vocale muziek met orkest of instrumenten
- 1923 Trois Chansons de Charles Vildrac voor zangstem en orkest
  1. Elle était venue sur les marches tièdes
  2. C'est au petit jour qu'ils trépassent
  3. Comme elle a les yeux bandés
- 1923-1924 Chant de folie voor 4 sopranen, 2 altos, gemengd koor met acht stemmen en orkest
- 1932 Quatre Chansons de "Don Quichotte" voor bas en orkest
  1. Chanson du départ
  2. Chanson à Dulcinée
  3. Chanson du Duc
  4. Chanson de la mort de Don Quichotte
- La verdure dorée
  1. Comme j'allais couvert de la poussière du voyage
  2. Tiède azur
  3. Cette grande chambre... et ce lit défait...
  4. Personne ne saura jamais

### Werken voor piano
- 1910-1922 Histoires voor piano
  1. La meneuse de tortues d'or (un peu allant)
  2. Le petit âne blanc (avec une tranquille bonne humeur)
  3. Le vieux mendiant (lent)
  4. A giddy girl (allant)
  5. Dans la maison triste (lent et plaintif)
  6. Le palais abandonné (grave et soutenu)
  7. Bajo la mesa (alerte et bien rythmé)
  8. La cage de cristal (un peu vite)
  9. La marchande d'eau fraîche (d'un petit pas égal et monotone)
  10. La cortège de Balkis (dans un mouvement libre et brillant)
- 1914 Noël en Picardie
- 1915 Le vent dans les ruines
- 1916 Scherzetto
- 1917 Matin sur l'eau
- 1921-1924 Les rencontres
- 1925 Stèles orientées
- 1927 L'éventail de Jeanne
- 1937 L'espiègle au village de Lilliput
- 1937 Pièce romantique
- 1944 Petite Suite en 15 images
  1. Prélude (Moderato)
  2. Ronde (Allegro grazioso)
  3. Le gai vigneron (Allegro giocoso)
  4. Berceuse aux étoiles (Lento molto)
  5. Le cavalier Sans-Souci (Allegro tranquillo)
  6. Parade (Allegro alla marcia)
  7. La promenade en traîneau (Allegro vivace)
  8. Romance (Andantino espressivo)
  9. Quadrille (Vivo)
  10. Sérénade sur l'eau (Andantino con grazia)
  11. La machine à coudre (Allegro quasi presto)
  12. L'Adieu (Andante espressivo)
  13. Les crocus (Allegretto)
  14. Premier bal (Tempo di valzer moderato)
  15. Danse du cocher (Allegro vivace e marcato)

### Werken voor orgel
- 1937 Toccata sur le nom d'Albert Roussel
- Trois Pièces voor orgel
- Choral sur Justorum animae in manu Dei sunt

### Werken voor gitaar
- 1926 Française voor gitaar solo
- 1935 Paraboles voor twee gitaren
  1. Allegro Moderato
  2. Moderato
- 1935 Ariette voor gitaar solo

### Filmmuziek
- 1933 Les deux orphelines
- 1933 Don Quichotte
- 1934 Maternité
- 1935 Golgotha
- 1935 Justin de Marseille
- 1936 Le Coupable
- 1937 L'Homme de nulle part
- 1937 La Maison du Maltais
- 1938 Thérèse Martin
- 1939 Angelica
- 1939 La Comédie du bonheur
- 1939 La Charrette fantôme
- 1939 Le Héros de la Marne
- 1942 Félicie Nanteuil
- 1947 Macbeth van Orson Welles
- 1954 Marianne de ma jeunesse